# I liga paragwajska w piłce nożnej (1918)
Mistrzem Paragwaju został klub Cerro Porteño, natomiast wicemistrzem Paragwaju został klub Club Nacional.
Mistrzostwa rozegrano systemem każdy z każdym mecz i rewanż. Najlepszy w tabeli klub został mistrzem Paragwaju.
Z ligi nikt nie spadł, a ponieważ awansował klub Sastre Sport Asunción, liga zwiększyła się z 9 do 10 klubów.

## Primera División

### Wyniki
| Mecz                                        |
| ------------------------------------------- |
| Cerro Porteño – Marte Atlético Luque 9:0    |
| Club Guaraní – Marte Atlético Luque 11:1    |
| Club River Plate – Club Sol de América 12:2 |

### Tabela końcowa sezonu 1918
| Poz | Klub                 | Mecze | Punkty |
| --- | -------------------- | ----- | ------ |
| 1   | Cerro Porteño        | 16    | 21     |
| 2   | Club Nacional        | 16    | 21     |
| 3   | Club Olimpia         | 16    | 18     |
| 4   | Club River Plate     | 16    | 17     |
| 5   | Club Guaraní         | 16    | 16     |
| 6   | Club Libertad        | 16    | 16     |
| 7   | Marte Atlético Luque | 16    | 14     |
| 8   | Atlántida SC         | 16    | 11     |
| 9   | Club Sol de América  | 16    | 10     |

Ze względu na równą liczbę punktów zdobytą przez dwa najlepsze w tabeli kluby konieczne było rozegranie meczów barażowych
| Data              | Mecz |
| ----------------- | --- |
| 10 listopada 1918 | Cerro Porteño – Club Nacional Lázaro Avila (na 1:0) – Faustino Casado 83, Escalada (pierwsza połowa dogrywki) mecz przerwany w 105 minucie                  |
| 12 stycznia 1919  | Cerro Porteño – Club Nacional 2:2 Lázaro Avila (wyrównanie na 2:2) dokończenie brakujących 15 minut z 10 listopada 1918 – opóźnione z powodu epidemii grypy |
| ?? 1919           | Cerro Porteño – Club Nacional 1:1 ? – Clemente Ferreira |
| ?? 1919           | Cerro Porteño – Club Nacional 4:2 jeszcze w 70 minucie wynik brzmiał 0:2, a 4 gole klub Cerro Porteño zdobył w ciągu brakujących 20 minut                   |

Mistrzem Paragwaju został klub Cerro Porteño.

### Baraż o utrzymanie się w pierwszej lidze
Do pierwszej ligi awansował mistrz drugiej ligi klub Sastre Sport Asunción. Wicemistrz drugiej ligi stoczył pojedynek barażowy o pierwszą ligę z ostatnim zespołem w tabeli pierwszej ligi.
| Mecz                                                                       |
| -------------------------------------------------------------------------- |
| Club Sol de América – Vencedor Luque 5:2 mecz rozegrany został w 1919 roku |